# Фредерік Гріффіт
Фредерік Гріффіт (англ. Frederick Griffith; 1879—1941) — англійський бактеріолог, чию увагу було приділено епідеміології та патології бактеріальної пневмонії. У січні 1928 року він провів експеримент, що зараз відомо як експеримент Гріффіта, цим самим вперше була продемонстрована бактеріальна трансформація, при якій бактерії виразно змінюють свою форму і функцію.
Він показав, що пневмокок, має відношення до багатьох випадках крупозній пневмонії, може трансформувати з одного штаму на інший штам. Спостереження було пов'язано з невстановленим принципом перетворюючого або трансформуючого фактору. Що пізніше було ідентифіковано як ДНК.
Провідні американські дослідники пневмококів, Освальд Ейвері, припустив, що Гріффіт не вдалося застосувати відповідні елементи управління. Обережний і ретельний дослідник, Гріффіт опублікував лише висновки, які він вважав дуже значним, і висновки Гріффіта були швидко підтверджені дослідниками лабораторії Ейвері. Його відкриття був одним з перших, щоб показати центральну роль ДНК в спадковості.

## Ранні роки
Фред Гріффіт народився в Хейл, графство Ланкашир, Англія, наприкінці 1877 (Зареєстрований в грудні Прескоте, Ланкашир реєстраційного округу, т. 8б, сторінка 670), і був студентом Ліверпульського університету. Після цього він працював в Liverpool Royal Infirmary, Joseph Tie Laboratory, і Королівській Комісії з туберкульозу. У 1910 році Фред Гріффіт був прийнятий на роботу до ради місцевого самоврядування.

## Міністерство охорони здоров'я
Під час Першої Світової Війни (1913-18), лабораторія Департаменту місцевого управління була покладена на національні уряди, а саме уряду Великої Британії, і стала Патологічна Лабораторія Міністерством охорони здоров'я, де Гріффін був медичним працівником. Уряд Великої Британії витратив гроші ощадливо на лабораторію, яка залишалася дуже простий, хоча Гріффіт і його колега Вільям М. Скотт, «могли б зробити більше з гасом олова і примусом, ніж більшість людей могли зробити з палацом».
Гріффіту надсилали зразки пневмококів, узятих у пацієнтів по всій країні, тим самим назбиравши їх велику кількість,—іншими словами класифікували кожний зразок пневмокока, щоб здійснити пошук моделей епідемії пневмокока, і Гріффіт експериментували на мишах для більш глибокого розуміння її патології. Гріффіт виконував провідні експерименти,—насправді дуже багато експериментів—у 1920-х роках.
З початком Другої Світової Війни (1939-45), лабораторія була розширена до невідкладної медичної лабораторії служби.

## Експеримент Гріффіта
Пневмококи має дві основні форми—шорсткуваті (R) і гладкою (S). S форма є більш небезпечною, і несе капсулу, яка є слизькою полісахаридною оболонкою—поза пептидогліканової клітинної стінки поширеним серед усіх класичних бактерій і перешкоджає ефективному фагоцитозу у господаря вроджених імунних клітин. Вводячи підшкірно  S форму, миші помер від запалення легенів протягом декількох днів. Однак, у R формі, відсутня капсула— на його зовнішній поверхні клітинної стінки— і не викликають пневмонію.
Коли Гріффіт вводив вбитих методом нагріванням S штам мишам, як і очікувалося, жодної хвороби не було. Коли мишам вводили суміш вбитих нагріванням S і живих Р, відбувалося запалення легенів і наставала смерть. Живий Р був перетворений в S—і проводив реплікацію. Гріффіт також індукує деякий пневмококи, щоб перетворити назад і вперед.
Гріффіт також визначив, трансформацію серологічного типу—бактеріальні антигенності—на відміну від наявності або відсутності капсули. Бактеріолог Фред Нейфельд, з Роберта Коха інституту в Берліні, Німеччина, були раніше ідентифіковані пневмококові групи, підтверджені та розширені Альфонс Dochez в лабораторії Oswald Avery в Америці в Рокфеллерівському госпіталі.

## Наслідки відкриття Гріффіта

### Біомедичний прийом
Один з найвідоміших пневмокових експертів, Освальд Ейвері, в Нью-Йорку в Рокфеллерівському госпіталі, який був відкритий в 1910 році, пояснив, що Гріффіт експерименти були погано проведені і піддалися забруднення. Ейвері біограф і колега в Інституті Рокфеллера, мікробіолог Рене Dubos, пізніше описав висновки Гріффіта, як «вибух бомби в області пневмококової імунології».

## Посмертне визначення трансформуючого фактора

### Останні дні Гріффіта
Перша Лекція пам'яті Гріффіта вказує на те, що Фред Гріффіт помер в ніч на 17 квітня 1941 року—хоча в четвертій лекції вказує на те, що він помер у своїй квартирі в лютому 1941 року—разом з другом і колегою Вільямом М. Скотт під час повітряного нальоту під час Другої Світової війни в Лондоні Бліц. Кількома тижнями раніше, Скотт став директором лабораторії. 3 травня 1941 р. його некролог в журналі «Ланцет» відзначив історичне відкриття коротко, та його некролог в Британському медичному журналі , не згадав його відкриття.

### Додатка
Біологи зробили трохи більше, ніж спекуляції доповіді Гріффіта з трансформації до генетики дослідження в 1951 році. Гріффіта доповідь практично проігнорували лікарів і медичну галузь в цілому.

## Подальша робота Гріффіта і спадщина

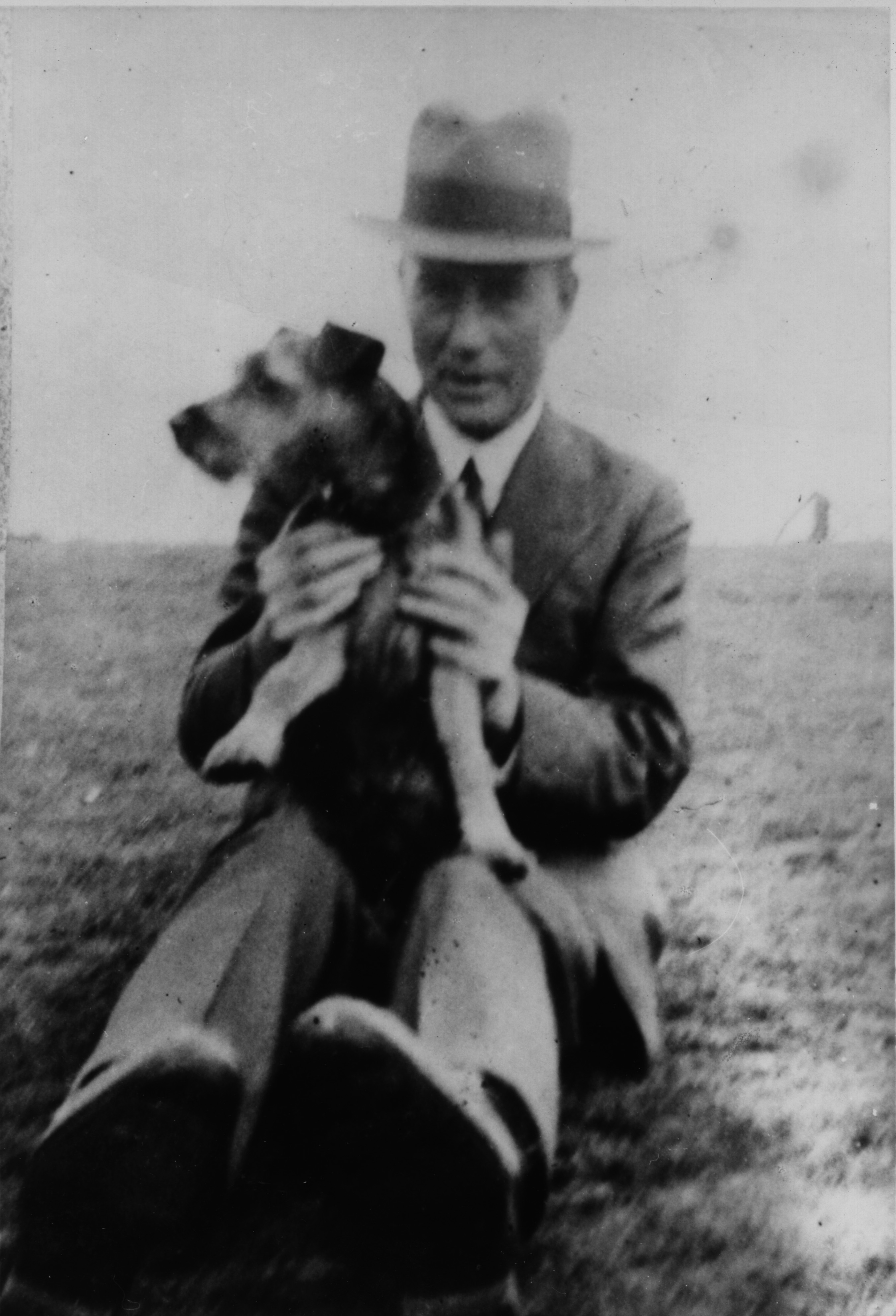
Fred Griffith in 1936

### Бактеріологія
У 1931 році Фредерік Гріффіт співавтором доповіді з гострого тонзиліту—його ускладнення, епідеміологія та бактеріологія. у 1934 році, Гріффіт повідомив, об'ємні висновки про серологічного типування  Streptococcus pyogenes. ,також в медичній спільноті називається просто стрептокок, S pyogenes спричиняє, починаючи від як правило, незначне запалення горла, іноді смертельним скарлатини, часто смертельним пологова гарячка, як правило, смертельним результатом стрептококової сепсисі. Стрептококової інфекції часто коінфекція ускладнюючи відновлення після крупозної пневмонії, інфекції пневмококи.

### Медицина
До 1897 році пневмококової трансформації було показано, що відбуваються у природних умовах , природно, і далі було показано, що лікування за допомогою стрептоміцину при подвійної інфекції двох штамів пневмокока можуть збільшити трансформації—і вірулентність, хоча вперше пневмококової трансформації було показано, що відбуваються в дихальних шляхах. У 1969 році він був показаний в природних умовах , що під час лікування препаратом господаря, пневмококи можете придбати генів від стійких до антибіотиків стрептококів, вже у господаря, і тим самим пневмококи можуть стати стійкими до еритроміцину.